# Dianthus callizonus
Dianthus callizonus is een uiterst zeldzame plant uit de anjerfamilie (Caryophyllaceae), die alleen voorkomt in de Piatra Craiului, een gebergte in de Zuidelijke Karpaten in Roemenië.

## Beschrijving
De steel is 5-10 cm lang, met aan de top een bloem met een diameter van ongeveer 3 cm. De bloem is karmijnrood van kleur. Ze is samengesteld uit vijf kroonblaadjes met een getande rand. De kroonbladen zijn behaard en zijdeachtig glanzend. Het centrum van de bloem wordt gekenmerkt door een paarse ring, die afgezet is met witte vlekjes. Helemaal binnenin zijn de bloemblaadjes wit-groen. De plant bloeit in augustus. De bladeren zijn smal en langwerpig, tegenoverstaand, en hebben een lengte van 2-4 cm.

## Verspreiding
De plant is endemisch in Roemenië in het massief Piatra Craiului. De plant is te vinden op de hoger gelegen kalkterrassen. Aan het gebergte waar de soort voorkomt ontleent hij zijn lokale naam: 'Garofița Pietrei Craiului'. De soort is het symbool van het gelijknamige nationale park.
... · 
D. acicularis ·  
D. alpinus (Alpenanjer) ·  
D. armeria (Ruige anjer) ·  
D. barbatus (Duizendschoon) ·  
D. callizonus ·  
D. carthusianorum (Kartuizer anjer) ·  
D. caryophyllus (Tuinanjer) ·  
D. chinensis (Chinese anjer) ·  
D. deltoides (Steenanjer) ·  
D. gratianopolitanus (Rotsanjer) ·  
D. hypanicus ·  
D. lumnitzeri ·  
D. plumarius (Grasanjer) ·  
D. sternbergii ·  
D. superbus (Prachtanjer) ·  
D. sylvestris (Bosanjer) ·    
...